# Parenti poveri
Parenti poveri (Poor Relations) è un film muto del 1919 diretto da King Vidor. Prodotto dalla Brentwood Film Corporation e distribuito dalla Robertson-Cole Distributing Corporation (A Superior Picture), il film uscì in sala il 1º novembre 1919.
Tra gli attori, Florence Vidor, la moglie del regista che diventerà una delle più celebri attrici del cinema muto e Zasu Pitts, futura protagonista nel 1924 di Rapacità.

## Trama
Una povera e onesta famiglia di contadini manda a studiare in città la figlia Dorothy. Studentessa di architettura, Dorothy ha successo negli studi e nella vita. Conosce e si innamora, ricambiata, dell'aristocratico Monty Rhodes. I due si sposano. Ma la famiglia di lui snobba e disprezza la giovane che, col cuore in pezzi, torna dai suoi in campagna. Monty capisce di aver sbagliato e raggiunge la moglie, ricostruendo con lei un nuovo rapporto, insieme ai parenti poveri.

## Produzione
Il film venne prodotto dalla Brentwood Film Corporation.

## Distribuzione
Distribuito dalla Robertson-Cole, venne presentato in prima il 1º novembre 1919.

### Date di uscita
- Stati Uniti d'America	1º novembre 1919
- data di uscita IMDB, su imdb.com.

Alias
- Poor Relations	Stati Uniti d'America (titolo originale)
- Los parientes pobres	Venezuela
- Parenti poveri	Italia
- Where There's a Will	Stati Uniti d'America (titolo di lavorazione)

### Critica
Fred, Variety 31 ottobre 1919
Nient'altro che un filmetto che tira avanti grazie ai suoi piccoli sprazzi di commedia.
Exhibitor's Trade Review, 25 ottobre 1919:
La storia esile e fragile ha pressoché tutto quello che serve a farsi strada in un'atmosfera di fieno appena tagliato.